# Ognjen Krasić
Ognjen Krasić (in serbo Огњен Красић?; Zrenjanin, 9 aprile 1988) è un ex calciatore serbo, di ruolo difensore.

## Carriera
Ha giocato nella massima serie dei campionati serbo, bosniaco, kazako, uzbeko ed armeno.